# سفارة النرويج في فنلندا
سفارة النرويج في فنلندا هي أرفع تمثيل دبلوماسي لدولة النرويج لدى فنلندا. تقع السفارة في هلسنكي وهي تهدف لتعزيز المصالح النرويجية في فنلندا.

## وصلات خارجية
- الموقع الرسمي
- قائمة سفارات النرويج
- قائمة السفارات في فنلندا